# Sobasina cutleri
Sobasina cutleri is een spinnensoort in de taxonomische indeling van de springspinnen (Salticidae).
Het dier behoort tot het geslacht Sobasina. De wetenschappelijke naam van de soort werd voor het eerst geldig gepubliceerd in 1998 door Berry, Joseph A. Beatty & Jerzy Prószyński.